# 道氏东京鼠
道氏东京鼠（学名：Tonkinomys daovantieni），一种分布于越南东北部及中国云南东南部地区的啮齿动物，隶属于鼠科单型属东京鼠属（Tonkinomys）。本种是美国和越南学者于2006年描述发表，种加词取自河内国家大学生物学名誉教授道文进的名字，模式产地为越南谅山省右陇县右连自然保护区。

## 形态特征
模式标本头体长213毫米，尾长177毫米。身躯健壮，头和眼较大，耳灰色。身体背部灰褐色，腹毛暗灰色。尾粗，近身体2/3部分的背面和侧面棕黑色，尾腹白色；尾梢1/3部分背腹均为白色。